# Greg Weisman

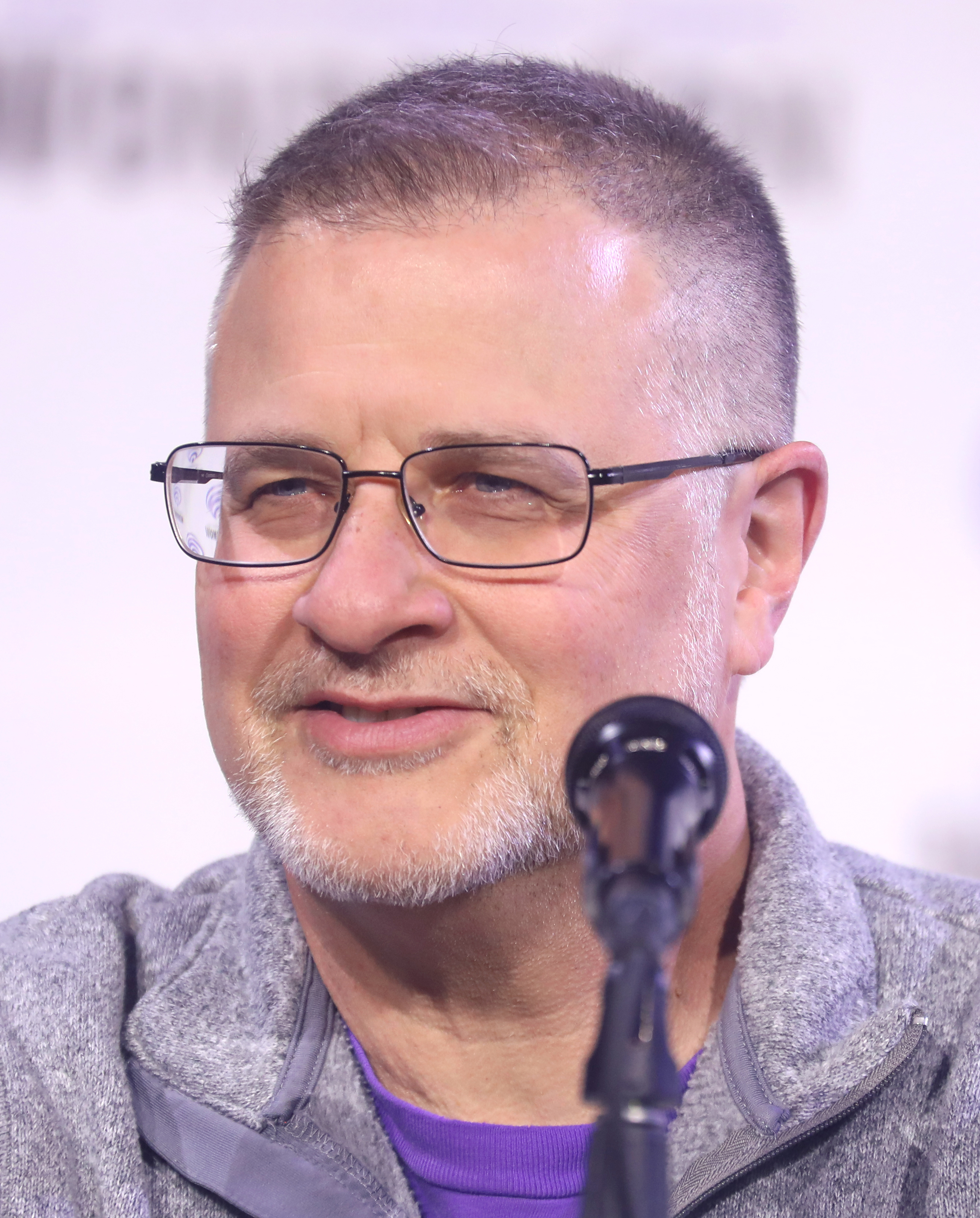
Greg Weisman (2024)

Gregory David Weisman (* 28. September 1963 in Woodland Hills, Kalifornien) ist ein US-amerikanischer Autor von Comics und Animationsserien. Bekannt wurde er vor allem durch die unter ihm entstandene Serie Gargoyles von 1994.

## Leben
Weisman wuchs mit seinen Eltern und seinen jüngeren Geschwistern in Kalifornien auf. In der Schule war er besonders begeistert vom Fach Geschichte. Nach seinem Abschluss ging er nach New York City, kehrte aber bald nach Kalifornien, genauer nach Los Angeles, zurück und begann, bei DC Comics an der Serie Captain Atom zu arbeiten.
1991 wurde er von Disney angeworben und begann, an Serien wie DuckTales und Bonkers zu arbeiten. Drei Jahre später leitete er die Produktion der Serie Gargoyles. Nachdem er an den ersten 66 Episoden maßgeblich mitgearbeitet hatte, wurde sein Vertrag nicht verlängert, sodass er im Jahr 1996 die Serie sowie den Disney-Konzern verließ.
Weisman arbeitete weiter an verschiedenen Serien und lebt mit seiner Frau Beth und seinen beiden Kindern in Los Angeles.

## Filmografie
Fernsehserien
- 1988: Jem!
- 1994–1997: Gargoyles – Auf den Schwingen der Gerechtigkeit
- 1998–1999: Men in Black: Die Serie
- 1999–2000: Roughnecks: The Starship Troopers Chronicles
- 1999: Big Guy and Rusty the Boy Robot
- 2000: Max Steel
- 2000: Captain Buzz Lightyear – Star Command
- 2003, 2007: Kim Possible
- 2004–2011: Dragon Girls
- 2004–2005: Super Robot Monkey Team Hyperforce Go!
- 2004–2007: The Batman
- 2006: W.I.T.C.H.
- 2006–2007: Ben 10
- 2007: Legion of Super Heroes
- 2008–2009: The Spectacular Spider-Man
- seit 2010: Young Justice
- 2013: Kaijudo
- 2013: Transformers: Prime
- 2014–2015: Transformers: Rescue Bots
- 2014: Beware the Batman
- 2014–2015: Star Wars Rebels
- 2015: Teenage Mutant Ninja Turtles
- 2016–2017: Shimmer und Shine